# 广福寺
广福寺，位于中国青海省互助县东沟乡大庄村，为青海省市县级文物保护单位，公布日期为1999年12月13日，类型为古建筑。
广福寺的历史年代为清。